# Nokere Koerse 1966
La Nokere Koerse 1966, ventunesima edizione della corsa, si svolse il 26 aprile per un percorso con partenza ed arrivo a Nokere. Fu vinta dal belga Jaak De Boever della squadra Wiel's-Gancia-Groene Leeuw davanti al connazionale Oswald Declercq e all'olandese Reindert De Jong.

## Ordine d'arrivo (Top 10)
| Pos. | Corridore        | Squadra                    | Tempo    |
| ---- | ---------------- | -------------------------- | -------- |
| 1    | Jaak De Boever   | Wiel's-Gancia-Groene Leeuw | 3h43'00" |
| 2    | Oswald Declercq  | Terrot-Leroux              | a 22"    |
| 3    | Reindert De Jong | Ruberg-Continental         | s.t.     |
| 4    | Roger Verheyden  | Romeo-Smiths-Plume Sport   | s.t.     |
| 5    | Remi Van Vreckom | Solo-Superia               | s.t.     |
| 6    | Jean Stablinski  | Ford France-Hutchinson     | s.t.     |
| 7    | Jan Van Gompel   | Dossche Sport              | s.t.     |
| 8    | Henri De Wolf    | Solo-Superia               | s.t.     |
| 9    | Jan Schroeder    | V.R.P.-Locomotief          | s.t.     |
| 10   | Dies Kosten      | Caballero                  | s.t.     |